# Dolores Gil de Pardo
Dolores Gil de Pardo   (Almonacid de la Sierra, 1842 - Saragossa, 22 de setembre de 1876)Dolores Gil de Pardo (Almonecir de la Sierra, 1842 - Saragossa, 22 de setembre de 1876), de nom complet Dolores Fausta Dorotea Gil Pérez, va ser una fotògrafa pertanyent a la primera generació de dones dedicades professionalment a la fotografia.

## Biografia
Filla de Silveria Pérez i José Gil, tots dos de Calataiud, als cinc anys va perdre la mare. El seu pare va contreure segones núpcies i ella i els seus dos germans es van criar en una nova família, el 1848 va néixer la seva germana Modesta. Va treballar entre 1860 i 1870 tant a Barcelona com a Vic (Osona) i a Olot (Garrotxa), i hi va tenir estudi obert per dedicar-se a la fotografia.
A Barcelona, on tenia el referent d'Anaïs Tiffon, sembla que va treballar cap a 1865 o 1866 a l'estudi de Salustiano Domènech, situat al número 6 del carrer de Jaume I, on potser va aprendre l'ofici. El material que es conserva del seu treball està constituït per targetes de visita. La moda de presentar retrats amb aquest format de targeta de visita, que es va introduir a Espanya el 1858, va permetre obtenir retrats a preus accessibles i es va fer molt popular. A Vic devia anar-hi a treballar de manera ocasional, ja amb el seu marit, per tal com convocaven els clients en una hostatgeria. A Olot va viure entre 1868 i finals de 1870 a Sant Francesc, número 3. Es dona el cas que la fotografia més antiga de l'Arxiu d'Imatges d'Olot és una albúmina de Dolores Gil de Pardo, una vista de la ciutat de 1886.
En una segona etapa, a partir de 1870, es va traslladar a l'Aragó i treballà a Saragossa i en algunes èpoques concretes també a Calataiud.

## Vida personal
Es va casar amb el fotògraf tarragoní Bernardino Pardo Cerdá. Es desconeix la data i les circumstàncies en què es van conèixer, així com les seves ocupacions prèvies i com es van iniciar al camp de la fotografia, si de forma autodidacta o com a aprenents a l'estudi d'un fotògraf, cosa molt comuna a l'època. El 1867 ja estaven casats i compartien carrera professional. Van tenir quatre fills, tots nascuts a Saragossa, excepte el segon, que va néixer a Olot.